# Obdacher Sattel
Obdacher Sattel är ett bergspass i Österrike.   Det ligger i distriktet Murtal och förbundslandet Steiermark, i den östra delen av landet, 180 km sydväst om huvudstaden Wien. Obdacher Sattel ligger 980 meter över havet.
Terrängen runt Obdacher Sattel är kuperad söderut, men norrut är den bergig. Närmaste större samhälle är Bad Sankt Leonhard im Lavanttal, 11,2 km sydost om Obdacher Sattel. 
I omgivningarna runt Obdacher Sattel växer i huvudsak blandskog. Runt Obdacher Sattel är det ganska tätbefolkat, med 58 invånare per kvadratkilometer.